# براملينتيد
براملينتيد (بالإنجليزية: Pramlintide)‏ هو دواء يُستعمل في علاج:
- سكري النوع الأول[8]

## دوره
يلعب هذا الدواء دورًا في علاج الأمراض كونه:
- خافضات سكر الدم